# 拉沃伊·阿伦
拉沃伊·阿伦（英語：Lavoy Allen，1989年2月4日—），美国NBA联盟职业篮球运动员。他在2011年的NBA选秀中第2轮第50顺位被费城76人选中。